# Dionisia Echagüe
Jovina Dionisia Echagüe Ayala, coniugata Zaracho (Asunción, 2 marzo 1944 – 6 gennaio 2021), è stata una cestista paraguaiana.
Era la sorella di Nunila Echagüe.

## Carriera
Con il Paraguay ha disputato i Campionati mondiali del 1964 e ha vinto la medaglia d'oro ai Campionati sudamericani del 1962.